# Tatum Paxley
Natalie Holland (Dallas, Texas; 26 de octubre de 1996), es una luchadora profesional estadounidense. Actualmente trabaja para la empresa WWE, donde se presenta en la marca  NXT bajo el nombre de Tatum Paxley.

## Primeros años
Holland estudió en la Universidad del Norte de Texas, donde además fue porrista. Su ingreso al mundo deportivo lo hizo enfocándose principalmente en la halterofilia, deporte con el que participó en varias sedes, y por el que ganó el premio Best Lifter Award (premio a la mejor levantadora) y el primer lugar en el levantamiento de 69 kilogramos durante la competencia USA Powerlifting (USAPL) Europa Dallas Showdown.

## Carrera

### WWE (2021-presente)
En agosto de 2021, Holland fue contratada por WWE después de participar en un tryout. Al poco tiempo se reportó al WWE Performance Center para comenzar su entrenamiento.
El 17 de febrero de 2022, Paxley fue introducida como un nuevo prospecto para el stable Diamond Mine. Al día siguiente, hizo su debut en el primer episodio de NXT: Level Up, participando en un combate entre equipos en el que se asoció con Ivy Nile, miembro del grupo Diamond Mine. Juntas derrotaron a Fallon Henley y Kiana James. En el episodio del 22 de febrero de NXT, Paxley y Nile participaron en la primera ronda del torneo femenino Dusty Cup Match, enfrentándose a Kacy Catanzaro y Kayden Carter en un combate, mismo en el que fueron derrotadas. Luego de obtener algunas victorias individuales, se incorporó oficialmente al grupo. Siendo ahora un equipo formalizado, Paxley y Nile participaron en un combate fatal de cuatro contra Katana Chance y Carter, Valentina Feroz y Yulisa Leon, y Toxic Attraction. El encuentro, que tomó lugar el 2 de agosto en NXT, tuvo en juego a los vacantes Campeonatos Femeninos en Parejas de NXT, los cuales no lograron ganar. Al sentirse moralmente abandonada por Ivy Nile, en el episodio del 14 de marzo de 2023 de NXT, cambio a heel (ruda) y la atacó durante un combate entre tres equipos, abandonándola y provocando que sufriera el pinfall a manos de Alba Fyre y Isla Dawn. En el episodio del 4 de abril de NXT, Paxley fue derrotada en un combate por Ivy Nile, poniendo fin a su rivalidad.
Tras pasar una temporada fuera de televisión, a mediados de 2023, reapareció con un nuevo personaje, personificando a una chica mentalmente trastornada. Con esta nueva actitud, comenzó una historia en la que empezó a acosar a Lyra Valkyria en entrevistas y durante sus combates. El 2 de enero de 2024, en NXT: New Year's Evil, salvó a Valkyria de un ataque perpetrado por Lola Vice y Elektra Lopez, para posteriormente desarrollar una obsesión y fanatismo por ella. El 5 de marzo en NXT Roadblock, hizo equipo con Lyra para enfrentarse a The Kabuki Warriors en un combate por los Campeonatos Femeninos en Parejas de WWE, en el que fueron derrotadas. En NXT Stand & Deliver, interfirió a favor de Lyra durante su combate contra Roxanne Perez por el Campeonato Femenino de NXT, no obstante, fue atacada por esta última y después fue expulsada por el árbitro. Tres días después en el episodio del 9 de abril de NXT, traicionó y atacó a Valkyria, reafirmando su anterior postura heel (ruda) y dando a entender que su admiración por ella era falsa. Una semana después, Valkyria la atacó luego de haber derrotado a Thea Hail en una lucha individual. Todo esto la llevó a enfrentarse a Lyra y Roxanne en una triple amenaza por el Campeonato Femenino de NXT el 23 de abril en Spring Breakin', pero no logró ganar el título.
En el episodio del 28 de mayo de NXT, fue derrotada por Michin en una lucha clasificatoria al combate de escaleras por el Campeonato Norteamericano Femenino de NXT. El 9 de junio en NXT Battleground, interfirió durante el combate entre Roxanne Perez y Jordynne Grace por el Campeonato Femenino de NXT para intentar llevarse el Campeonato Mundial Knockouts de TNA de esta última, pero fue detenida por Ash By Elegance, antes de que Grace saliera del ring y las golpeara a las dos con dicho título. Tras esto, el 14 de junio en TNA Against All Odds, respondió a un reto abierto lanzado por Grace, que consistía en una lucha titular por su Campeonato Mundial Knockouts, en la que fue derrotada. El 6 de agosto en la segunda noche de NXT The Great American Bash, se enfrentó a Kelani Jordan en un combate por el Campeonato Norteamericano Femenino de NXT, en el que fue derrotada.

## Personaje luchístico
Luego de cambiar su personaje al de una chica obsesiva y trastornada en 2023, también se hizo un cambio de imagen, adoptando un maquillaje y vestuarios góticos, inspirándose en la fallecida Daffney, una luchadora profesional cuyo estilo también era gótico. En adición, el mismo año debutó un nuevo movimiento final llamado «Psycho Trap», que fue bien recibido y atrajo la atención del público, siendo su propia versión de «Tequila Shot», un movimiento similar realizado por la luchadora japonesa Suzu Suzuki.

## Vida personal
El 16 de septiembre de 2023, Holland se comprometió con el luchador profesional Javier Bernal, cuyo nombre real es Randy Beidelschies.